# Photinia serratifolia
Photinia serratifolia, la Fotinia, es una especie arbórea de la familia de las Rosáceas. Se encuentra en bosques mixtos en China.

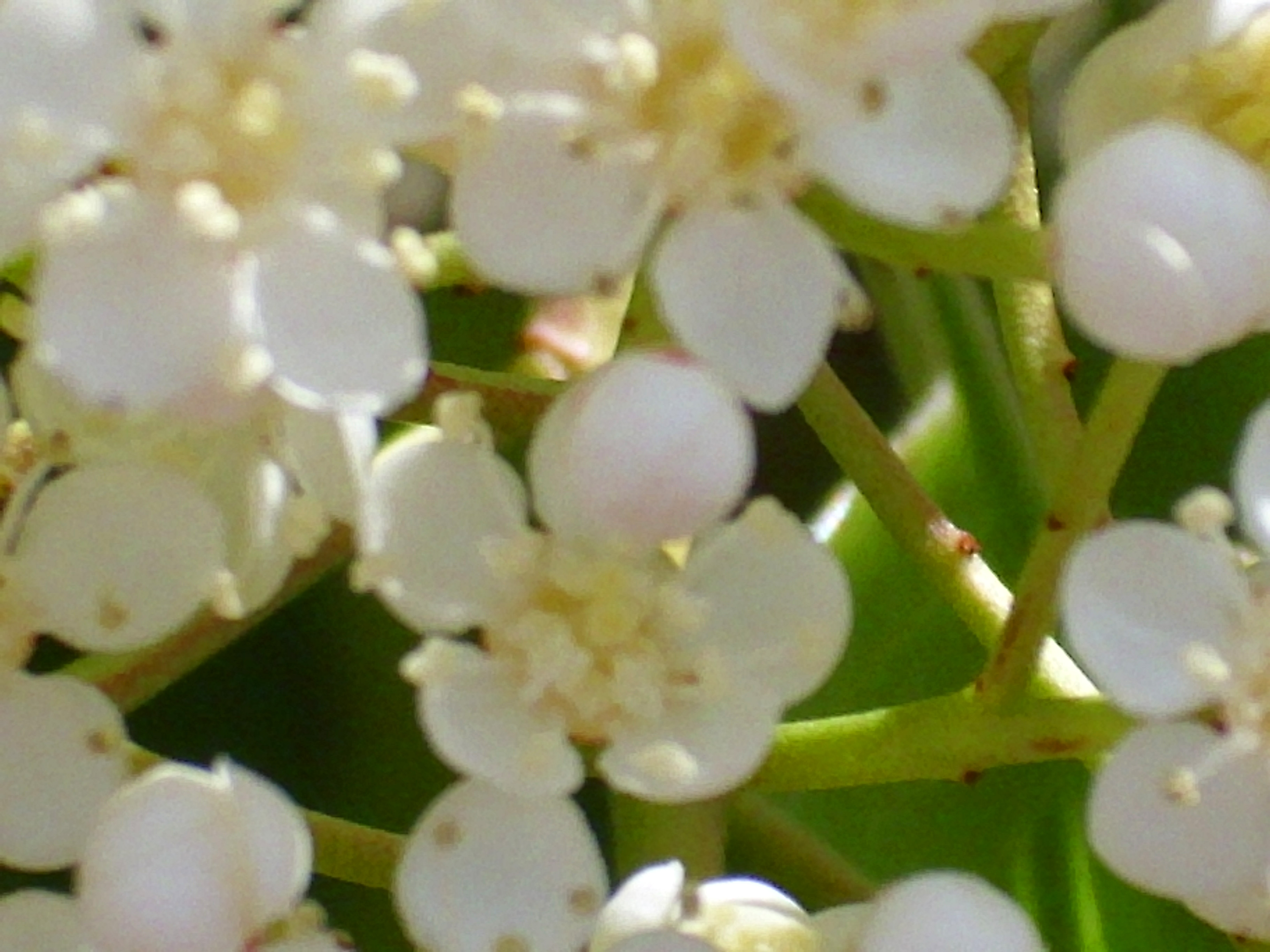
Detalle de las flores

## Descripción
Es un arbusto o árbol de hoja perenne, que alcanza un tamaño de 4-6 (-12) m de altura. Ramillas de color marrón o marrón rojizo cuando son jóvenes, de color gris cuando son viejas, glabras; brotes ovoides. Pecíolo de 2-4 cm, pubescentes cuando jóvenes, posteriormente glabrescentes; con limbo estrechamente elípticos, estrechamente obovadas, elípticas u obovadas,  9-22 × 3-6.5 cm, coriáceas, con venas en 20-30 pares, nervio central elevado en el envés e impresionado adaxialmente, base redondeada o cuneada, el margen  discretamente dentado o entero, el ápice acuminado. La inflorescencia compuesta de corimbos terminales, de 8.12 × 10-16 cm, raquis y pedicelos glabros. Pedicelo de 3-5 mm. Flores de 6-8 mm de diámetro. Hipanto cupular, 1-1,5 mm, glabros abaxialmente. Sépalos anchamente triangulares, de 1-1.5 mm, ápice agudo u obtuso. Pétalos blancos, de 3-4 en diámetro. Fruto de color rojo cuando está inmadura, de color marrón púrpura cuando madura, globoso, de 5-6 mm de diámetro, con una semilla;. Semillas de color marrón, de forma ovoide, de 2-2,5 mm. Fl. abril-mayo, fr. septiembre-octubre

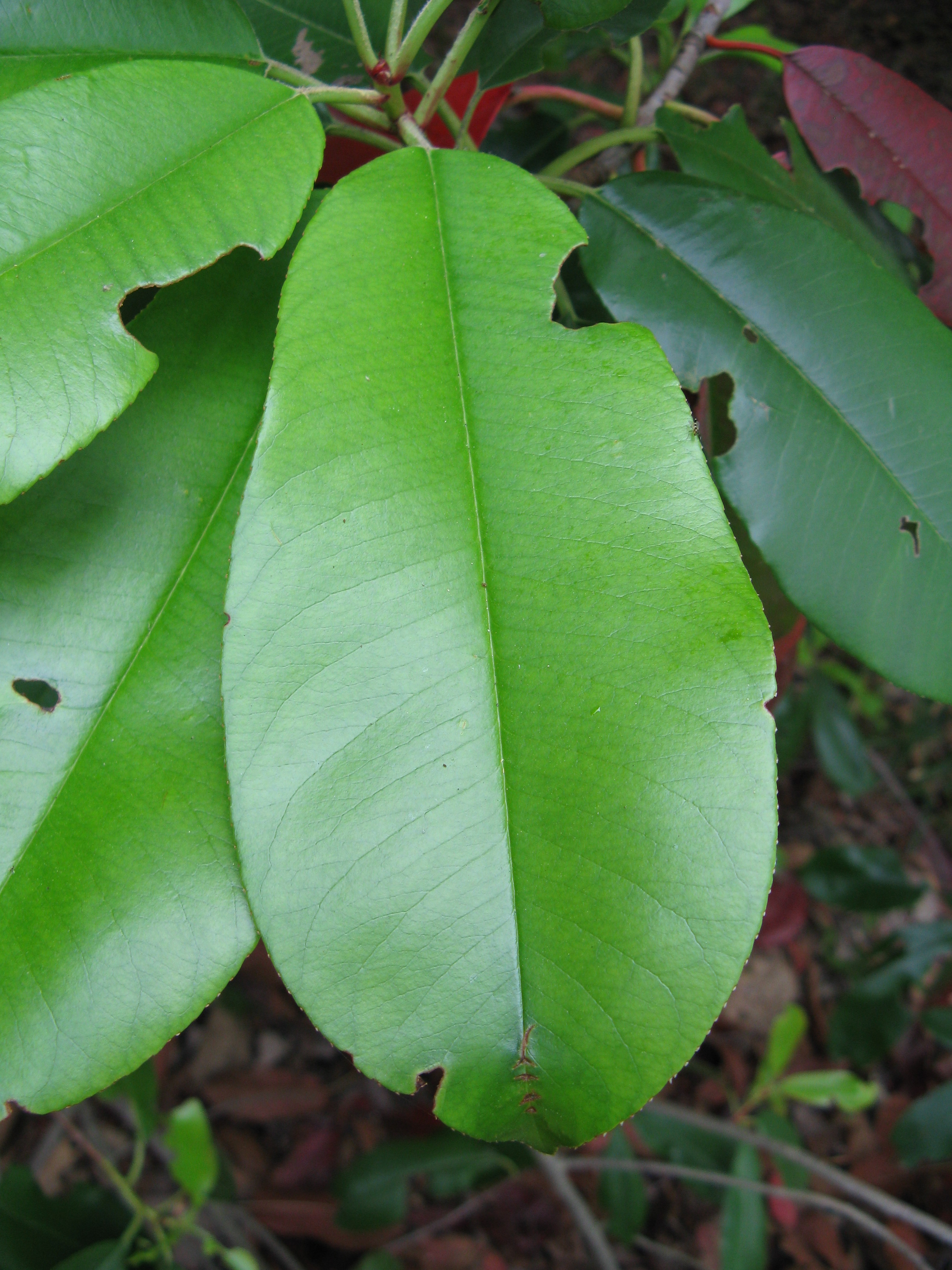
Detalle de hoja

## Distribución y hábitat
Se encuentra en los bosques mixtos, en bordes de carreteras, pistas, campos, zonas montañosas, costas marinas; desde el nivel del mar a 2500 metros, en Anhui, Fujian, Gansu, Guangdong, Guangxi, Guizhou, Hebei, Henan, Hubei, Hunan, Jiangsu, Jiangxi, Shaanxi, Sichuan, Taiwán, Yunnan y Zhejiang en China, y en India, Indonesia, Japón y Filipinas.

## Taxonomía
Photinia serratifolia fue descrita por (Desf.) Kalkman y publicado en Blumea 21(2): 424, en el año 1973.
Variedades aceptadas
- Photinia serratifolia var. ardisiifolia (Hayata) H. Ohashi
- Photinia serratifolia var. daphniphylloides (Hayata) L.T. Lu
- Photinia serratifolia var. lasiopetala (Hayata) H. Ohashi
- Photinia serratifolia var. serratifolia

Sinonimia
var. ardisiifolia (Hayata) H.Ohashi
- Photinia ardisiifolia Hayata
- Photinia serrulata var. ardisiifolia (Hayata) K.C. Kuan
- Photinia serrulata f. ardisiifolia (Hayata) H.L. Li[5]

var. daphniphylloides (Hayata) L.T.Lu
- Photinia daphniphylloides Hayata
- Photinia serrulata var. daphniphylloides (Hayata) K.C. Kuan
- Photinia serrulata f. daphniphylloides (Hayata) H.L. Li[6]

var. lasiopetala (Hayata) H. Ohashi
- Photinia lasiopetala Hayata
- Photinia serrulata var. lasiopetala (Hayata) K.C. Kuan
- Photinia serrulata f. lasiopetala (Hayata) T. Shimizu[7]

var. serratifolia
- Crataegus serratifolia Desf.
- Photinia glabra var. chinensis Maxim.
- Photinia pustulata Lindl.
- Photinia serrulata Lindl.[8]